# Camilla Norell
Camilla Norell, född 1971, är en svensk före detta friidrottare (längdhoppare). Hon tävlade för Hässelby SK.